# Dittico Wilton
Il Dittico Wilton è un dittico portabile (aperto 53x74 cm) di autore ignoto e riferibile al 1395-1399 circa. È conservato nella National Gallery di Londra. Dopo molte dispute attributive si è giunti alla conclusione che si tratta di un'opera inglese, commissionata da o per Riccardo II, realizzata da un pittore locale o francese: si tratta, inoltre, di un rarissimo esempio di pittura religiosa su tavola inglese del medioevo, riferibile allo stile gotico internazionale. Deve il suo nome alla Wilton House, dove si trovava un tempo.

## Storia

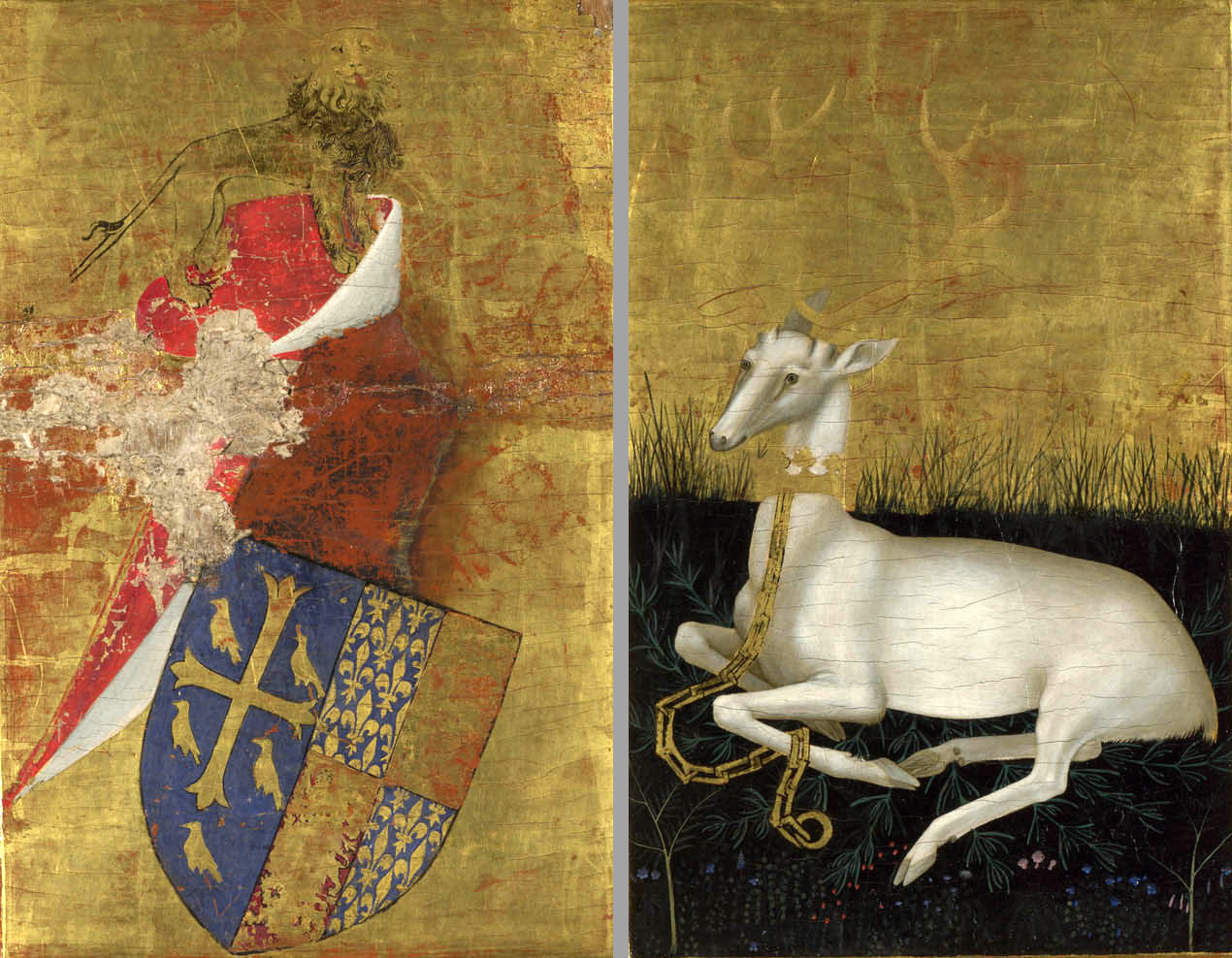
Il dittico chiuso

Il dipinto è documentato per la prima volta in un inventario del 1649 delle collezioni di Carlo I d'Inghilterra. Passò in seguito ai conti di Pembroke che lo custodirono a Wilton House, finché nel 1929 approdò alla National Gallery. La sua rarità è particolarmente significativa perché in Inghilterra un piccolissimo numero di opere religiose figurative sopravvisse all'iconoclastia puritana che seguì l'esecuzione di Carlo I.

## Descrizione
L'opera, tempera su tavola in legno di quercia baltica, è composto da due scomparti dipinti su entrambi i lati e chiudibili per mezzo di una cerniera. La scena di destra mostra Maria col Bambino tra undici angeli, tra i quali predomina il colore blu lapislazzuli delle vesti e del piumaggio delle ali, sullo sfondo di un cielo color oro e un prato con fiori delicati, che simboleggia il giardino del Paradiso. Le rose color pesca dovevano essere originariamente bianche, simboleggiando la purezza di Maria; quelle rosse (oggi rosa per il cambiamento del pigmento), simboleggiano il sangue versato da Cristo nel martirio. La scena di sinistra mostra il re inginocchiato presentato alla Vergine dai santi Giovanni Battista, che gli tiene una mano sulla spalla quale suo protettore, Edoardo il Confessore e Edmondo martire, due re inglesi. Le scene sono composte separatamente e con stili diversi (serena e pacata a sinistra, affollata e movimentata a destra), ma gli sguardi e i gesti dei personaggi le collegano facendole interagire. Cristo ad esempio, nella sua sfolgorante veste fatta con puntini d'oro, si protende verso il re genuflesso, dimostrando la sua approvazione.
La figura del re è riccamente abbigliata, con un mantello damascato con arabeschi dorati (con cuori e boccioli di rosa, emblemi di sua moglie Anna di Boemia scomparsa nel 1394), il collare con la planta genista, che dà il nome alla dinastia dei Plantageneti, e la corona.
I lati esterni sono invece dipinti con il cervo bianco, emblema di Riccardo II ed emblema personale di Edoardo il Confessore e della casa reale inglese. Lo stesso cervo, in piccolo, si trova sullo spillone del re (con corna d'oro ornate di perle) e appuntato in petto agli angeli. Un angelo, all'estrema sinistra, tiene uno stendardo crociato e sembra ricevere l'approvazione del Bambino per porgerlo al re: si tratta sia dello stendardo di Cristo, tenuto il giorno della Resurrezione, che la bandiera inglese di san Giorgio, ed è da leggersi come un simbolo della fiducia divina riposta nel re.
L'estrema preziosità e cura nella realizzazione dell'opera è confermata dall'alta abilità tecnica utilizzata: l'oro è ora punzonato (nello sfondo), ora applicato a puntini (nella veste di Gesù), ora velato e sgraffito (nelle vesti del re e dei santi); i gioielli (spille, corone) sono resi leggermente a rilievo con l'applicazione di poco gesso coperto dalla vernice o dall'oro, e con gocce dense di bianco di piombo, usate per dare l'effetto di riflessi luminosi sulle gemme.

## Attribuzione
La datazione e l'attribuzione sono state oggetto di numerose controversie tra gli studiosi. Si è giunti alla datazione proposta dal museo valutando l'età del sovrano e considerando gli undici angeli come uno per gli anni di regno: monete chiamate "angelo" venivano infatti date dal monarca alla Nostra Signora dell'Abbazia di Westminster. Altri invece hanno pensato che il dipinto devozionale rappresentasse l'arrivo di Riccardo in paradiso e quindi databile dopo la sua morte (1399).
L'autore è ignoto ed è stato accostato ad alcuni miniatori attivi negli anni attorno al 1410. Gli stilemi del gotico internazionale, comuni un po' a tutta Europa, rendono difficile l'attribuzione geografica dell'opera, che potrebbe essere di una mano inglese, francese, come italiana o anche boema, magari di un personaggio venuto a corte con la scorta di Anna di Boemia. La maggior parte degli studiosi propende però per un artista del nord della Francia, vicino ai manoscritti miniati di Pol de Limbourg, ma anche alla scuola pittorica nata attorno a Carlo IV e Venceslao I di Lussemburgo. Il supporto della quercia rimanda infatti al nord Europa, come la particolare preparazione della tavola, con fogli di pergamena incollati sul legno e ricoperti di gesso. Rimandano invece alla tradizione italiana, e in particolare senese, dettagli come le fisionomie, le braccia esili e conserte degli angeli: elementi che magari l'anonimo artista aveva assimilato entrando in contatto, in maniera diretta o indiretta, con gli artisti italiani operanti ad Avignone. Il volto e le mani della Vergine ricordano i manoscritti francesi, mentre la figura del Battista, avvolto nella pelle di cammello, sembra una prerogativa della tradizione inglese: se non si trattò addirittura di un'opera di collaborazione, il suo autore era sicuramente una personalità poliedrica, aggiornata sulle più diverse correnti europee.